# منتخب بلغاريا لكرة اليد الشاطئية للسيدات
منتخب بلغاريا لكرة اليد الشاطئية للسيدات هو ممثل بلغاريا الرسمي في المنافسات الدولية في كرة اليد الشاطئية للسيدات .